# Автошлях О 091402
Автошля́х О091402 — автомобільний шлях довжиною 59,6 км, обласна дорога місцевого значення в Івано-Франківській області. Пролягає територією Тлумацького, Коломийського,Снятинського та Косівського районів від села Озеряни до села Рожнів.

## Історія
Автошлях О091402 становить більшу частину колишнього Автошляху Т 0904 — за винятком частини Рожнів – Кути, яка утворила Автошлях О 090811.
19 жовтня 2021 р. розпорядженням голови Івано-Франківської ОДА Світлани Онищук № 397 передано до сфери управління Державного агентства автомобільних доріг України на баланс Служби автомобільних доріг в Івано-Франківській області автомобільну дорогу О091402 Озеряни — Рожнів км 0+000-59+641, протяжністю 59,6 км, суміщену з Н-10 Стрий — Чернівці (с-ще Заболотів).